# Oedaleonotus lassiki
Oedaleonotus lassiki är en insektsart som beskrevs av Levine. Oedaleonotus lassiki ingår i släktet Oedaleonotus och familjen gräshoppor. Inga underarter finns listade i Catalogue of Life.